# Hřib Špinarův
Hřib Špinarův neboli hřib Le Galové Špinarův (Rubroboletus legaliae f. spinarii (Hlaváček) Mikšík 2015) je jedovatá houba z čeledi hřibovitých.

## Synonyma
- Boletus spinarii Hlaváček 2000
- Boletus legaliae f. spinarii, (Hlaváček) Janda 2009

## Taxonomie
Hřib Špinarův byl původně popsán roku 2000 Jiřím Hlaváčkem jakožto modrající druh z okruhu hřibu královského, tedy sekce Appendiculati. V roce 2009 je český mykolog Václav Janda přeřadil na formu hřibu Le Galové (sekce Luridi). Od běžné formy hřibu Le Galové se liší především barvou pórů rourek. U obou hřibů jsou v mládí žluté, po rozvití klobouku se zbarvují do různých odstínů červené, ale toto zbarvení u hřibu Špinarova mizí a opět se vrací žluté (následně vystřídané olivovým).

## Popis

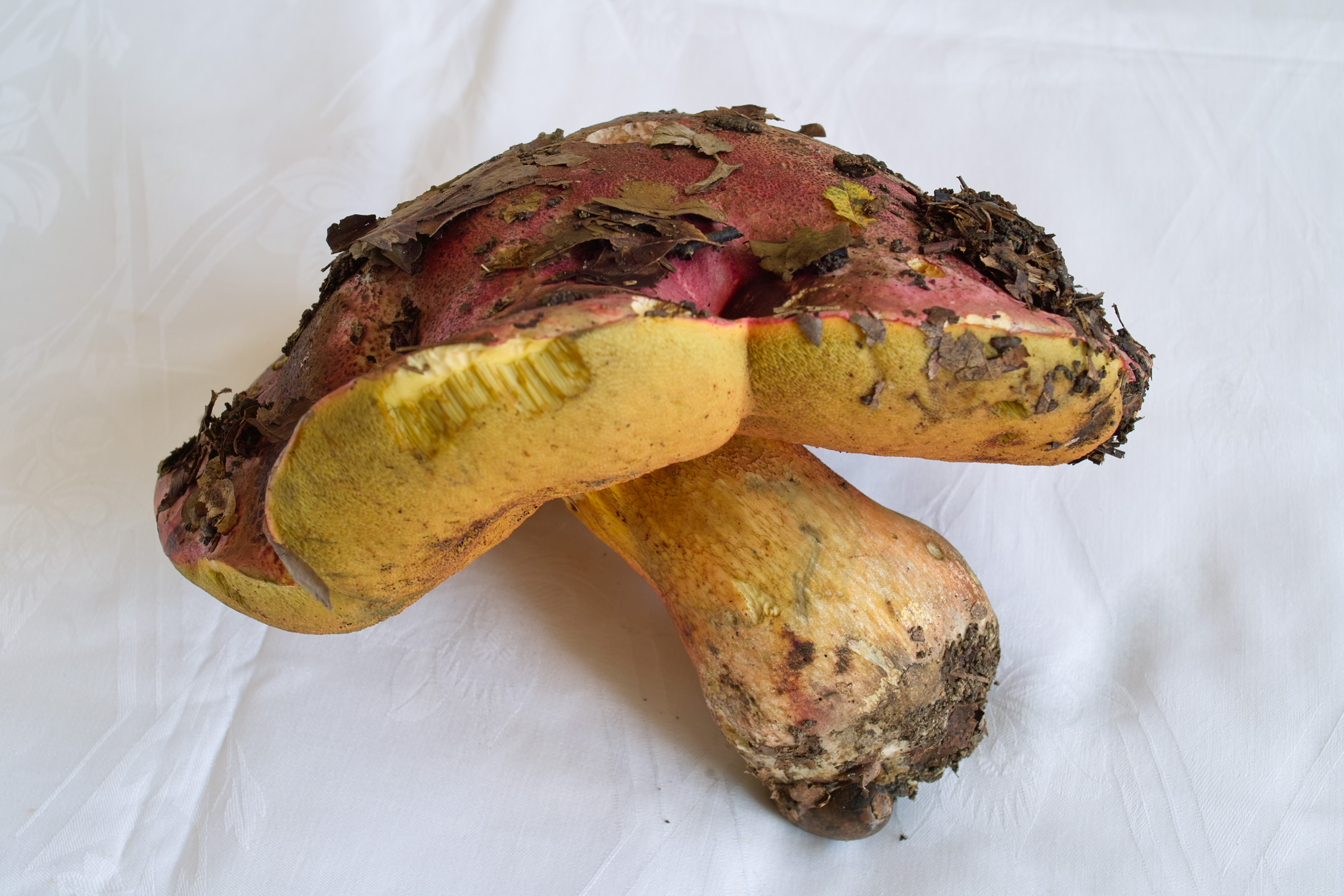
Hřib Špinarův se oproti hřibu Le Galové liší žlutými póry

Klobouk má v průměru 60-140 (180) milimetrů. Jeho povrch je původně špinavě bělavý či našedlý, později na temeni nahnědlý. Ve stáří a obzvlášť v důsledku deštivého počasí může být povrchová vrstva smyta, v důsledku čehož je patrná narůžovělá, růžová až téměř červená barva. Ve stáří může být povrch rozpraskaný.
Rourky jsou před rozvitím jasně žluté, ve stáří žlutoolivové. Póry mají do rozvití žlutou barvu, poté na krátkou dobu červenají (někdy mohou být jen načervenalé), později opět přecházejí do žluté a ve staří na olivově zelenou.
Třeň u země bývá růžový, výše přechází dožluta. Žlutou část kryje síťka, která má obvykle odstíny červené, může však být odbarvená (žlutá).
Dužnina po nakrojení či poškození modrá. Při zasychání je cítit po polévkovém koření Maggi.

## Výskyt
Hřib Špinarův je velmi vzácná houba, která se v České republice vyskytuje jen na několika lokalitách. Jednou z nejznámějších je národní přírodní památka Luční. Výskyt této teplomilné houby je vázaný na duby, často je proto spojená s hrázemi rybníků.

## Záměna
Vlivem barevné variability související s počasím se může vzhled blížit několika dalším hřibům. Plodnice s růžovým kloboukem a již odbarvenými póry mohou připomínat hřib královský (který však při poškození nemodrá), případně hřib růžovník (jehož síťka a póry ale nemívají červenou či načervenalou barvu). Plodnice s bílým kloboukem mohou během krátké fáze, kdy jejich rourky nabírají červenou barvu, připomínat hřib satan či hřib nachový (ten má výrazněji vyvinutou síťku).

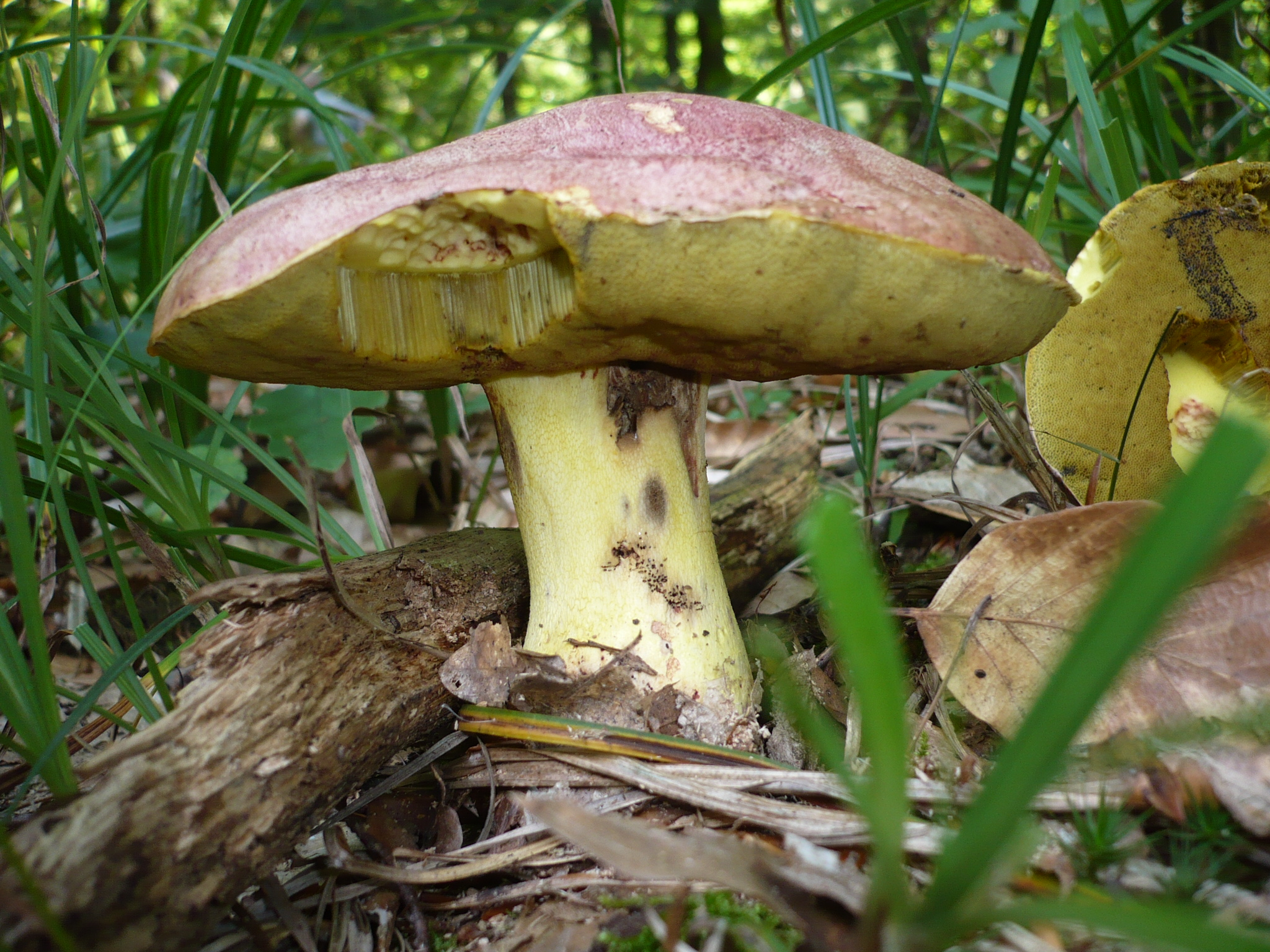
hřib královský
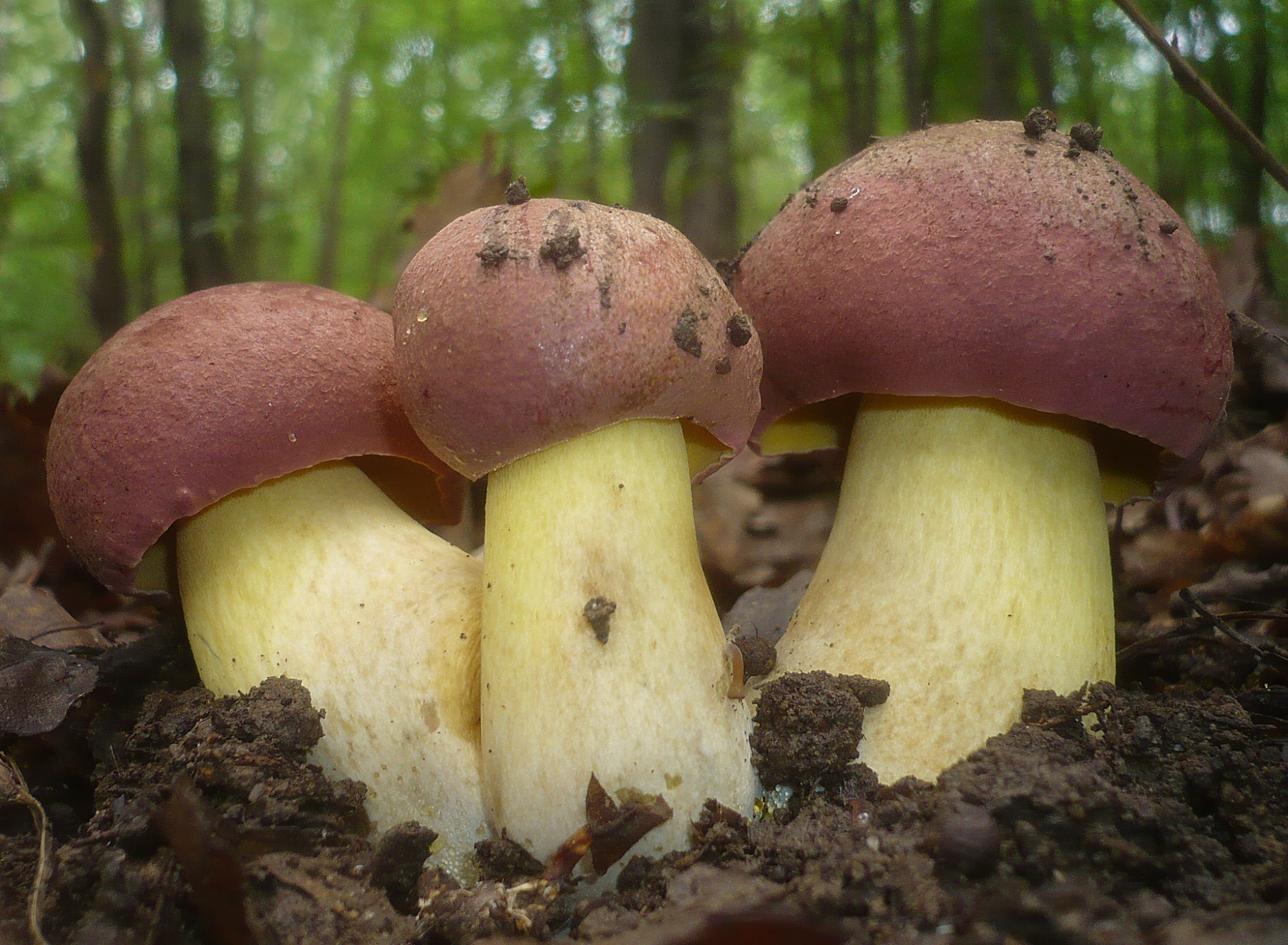
hřib růžovník
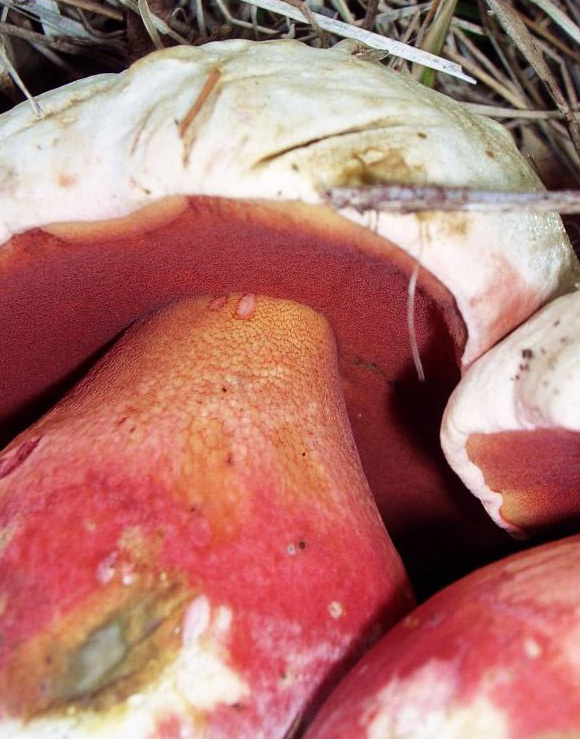
hřib satan
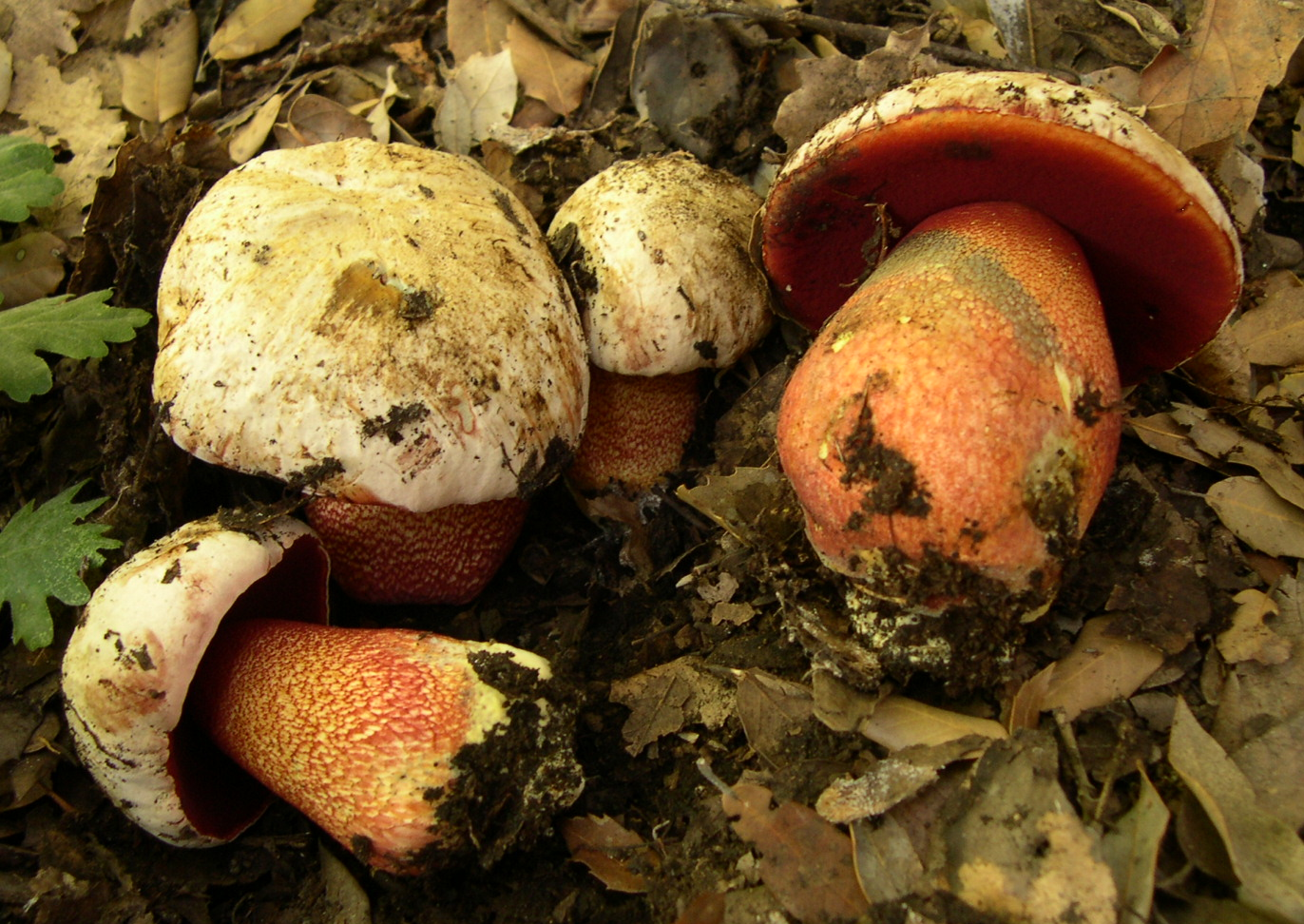
hřib nachový
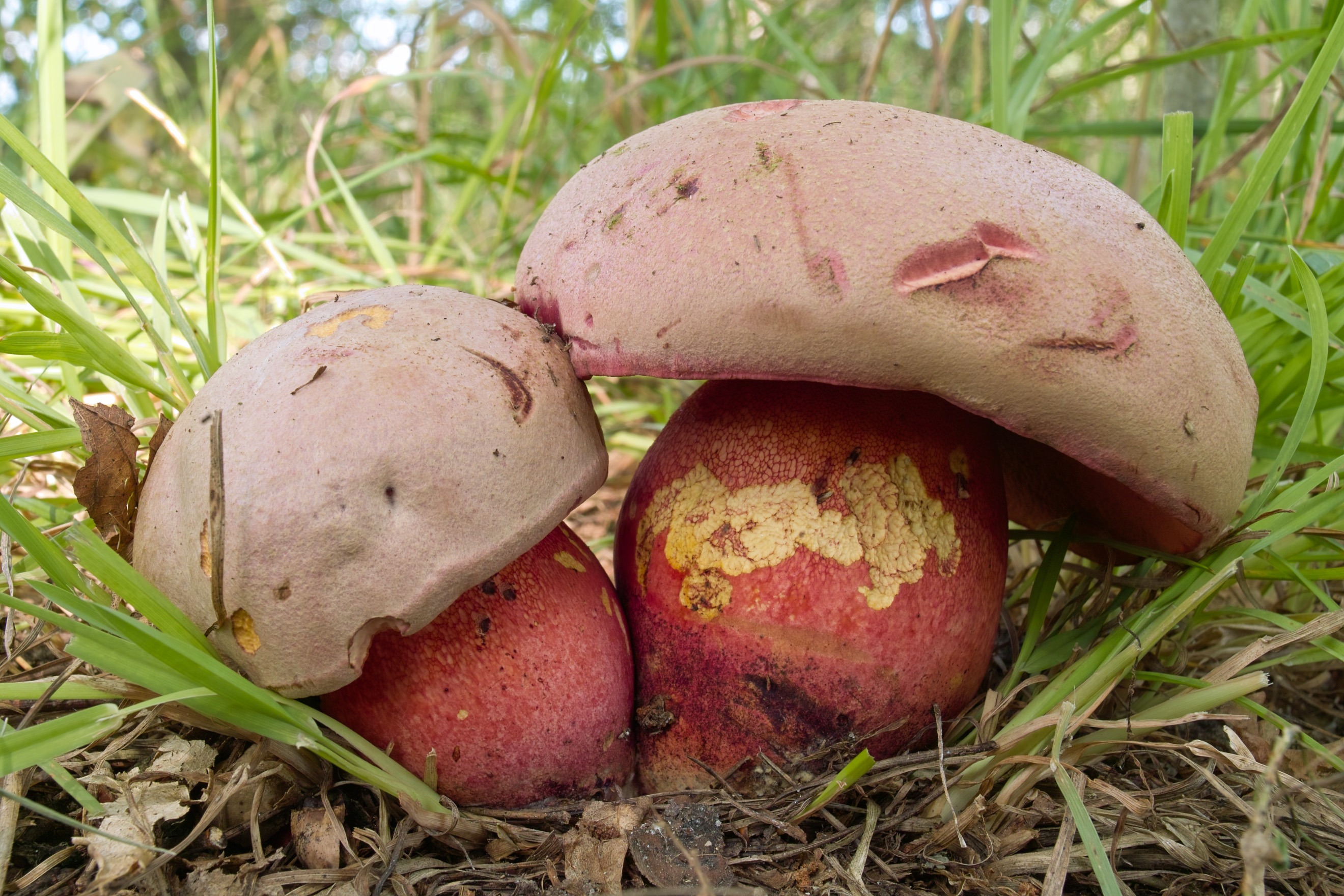
Hřib Le Galové
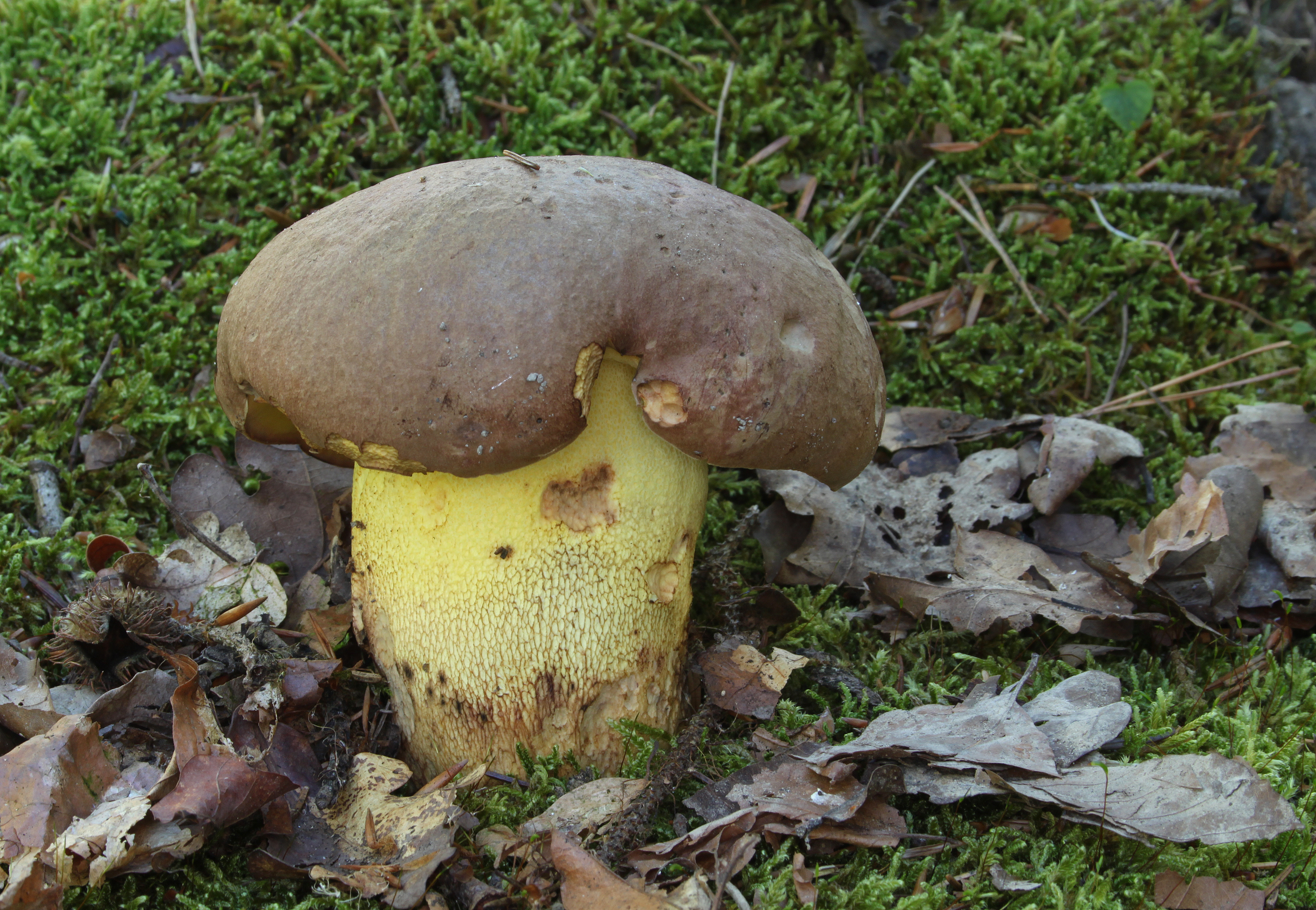
Hřib přívěskatý